# Theodor von Gosen

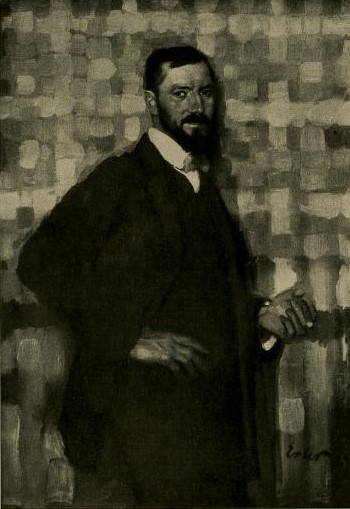
Theodor von Gosen (1908), gemalt von Fritz Erler

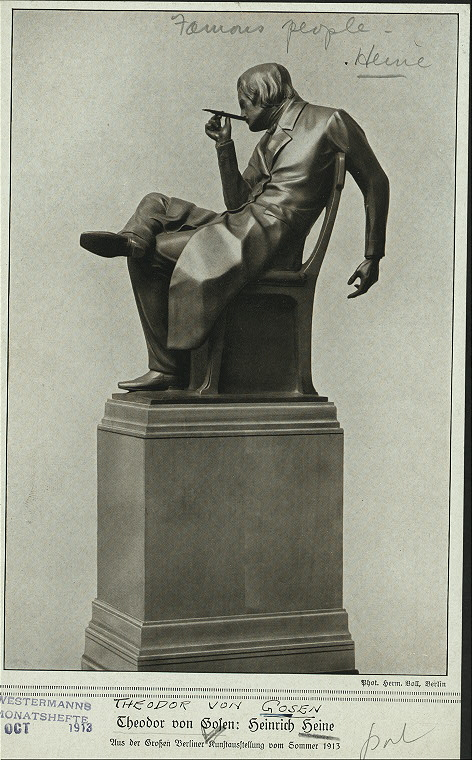
Das Zimmerdenkmal Heinrich Heines 1913 auf der Großen Berliner Kunstausstellung

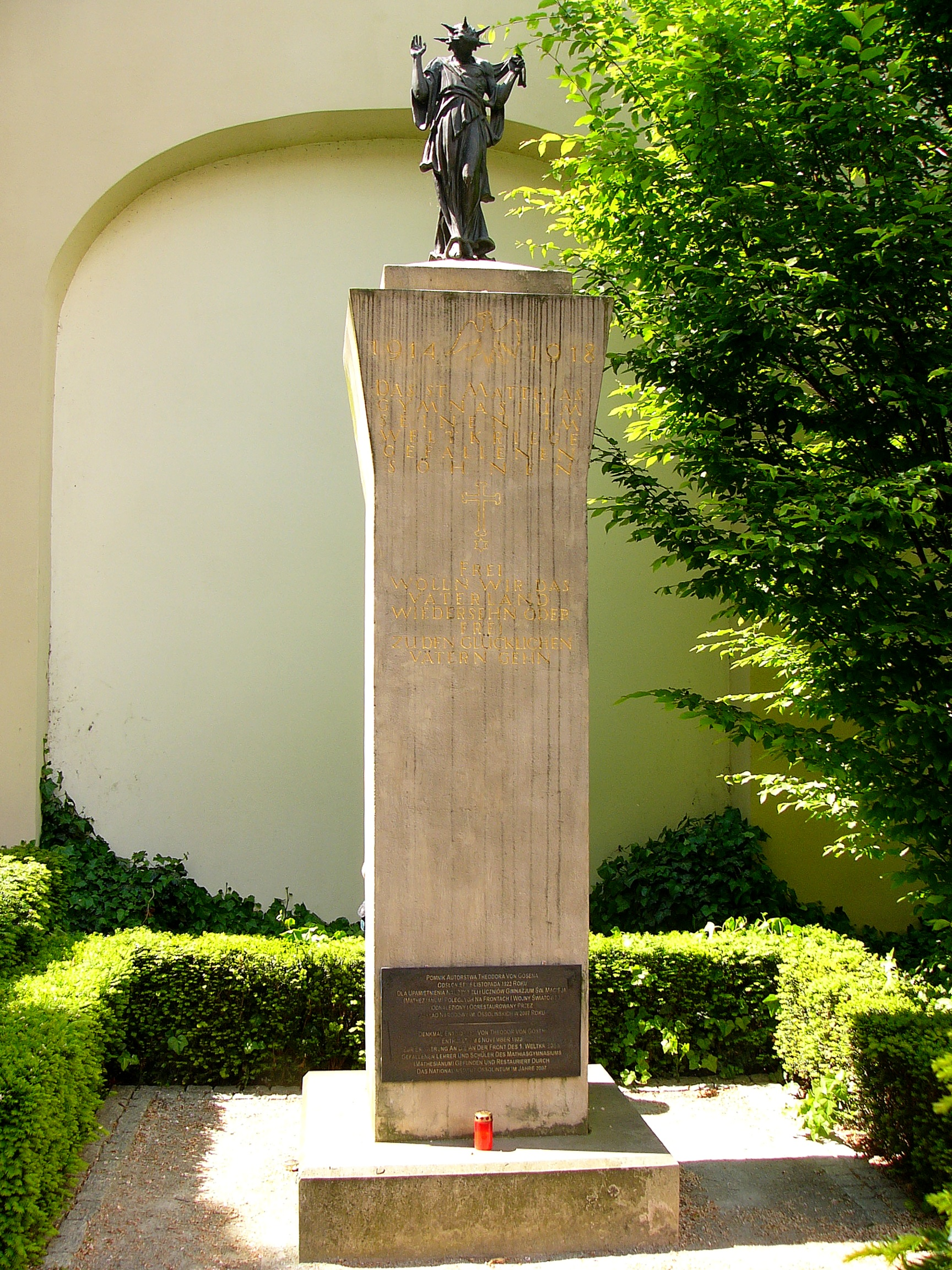
Das Denkmal zum Gedenken an die im 1. Weltkrieg gefallenen Lehrer und Schüler des Mathesianum. Steht im Hof des polnischen Nationalinstitus Ossolineum in Breslau.

Philipp Theodor von Gosen (* 10. Januar 1873 in Augsburg; † 30. Januar 1943 in Breslau) war ein deutscher Bildhauer und Medailleur.

## Leben
Der Augsburger Theodor von Gosen studierte von 1892 bis 1899 bei Wilhelm von Rümann an der Kunstakademie in München und arbeitete danach als freier Bildhauer. Hier befreundete er sich mit dem Bildhauer Adolf von Hildebrand, unter dessen Einfluss er sich vom zeittypischen Pathos der Gründerjahre entfernte. Sein bequem sitzender Heinrich Heine ist wohl ein Ergebnis dieses Einflusses. Gosen gestaltete in dieser Zeit vor allem dekorative Kleinbronzen und Schmuckstücke und stellte seine Werke seit 1897 regelmäßig im Münchner Glaspalast und auf den Ausstellungen der Berliner Secession aus. Er schloss sich der im selben Jahr von Bernhard Pankok, Bruno Paul und Richard Riemerschmid gegründeten Bewegung zur Förderung und Erneuerung des Kunstgewerbes an.
1905 wurde er von Hans Poelzig an die Breslauer Kunst- und Gewerbeschule berufen. In Breslau leitete er als Professor die Werkstätten für Bronzegießerei sowie Ziselier- und Treibarbeit, betätigte sich verstärkt im Bereich der Großplastik und schuf unter anderem für Breslau verschiedene Denkmäler und Bauplastiken. Zeitgenössische Quellen loben an seinen Arbeiten vor allem den „stilvollen und materialgerechten Naturalismus, der besonders prägnant in seinen Bildnisbüsten zum Ausdruck kommt“ und die brillante technische Ausführung. Als frühes Mitglied des Deutschen Künstlerbundes beteiligte sich Theodor von Gosen bereits an der ersten, 1904 im Königlichen Kunstausstellungsgebäude in München stattgefundenen Ausstellung mit einem Pokal und einem Porträtrelief aus Bronze. 1908 wurde er zum 1. Vorsitzenden des neu gegründeten Künstlerbund Schlesien gewählt; eine Position, die er bis 1932 behielt.
1937 stellte er auf der Großen Deutschen Kunstausstellung eine Figurengruppe und 15 Medaillen aus.

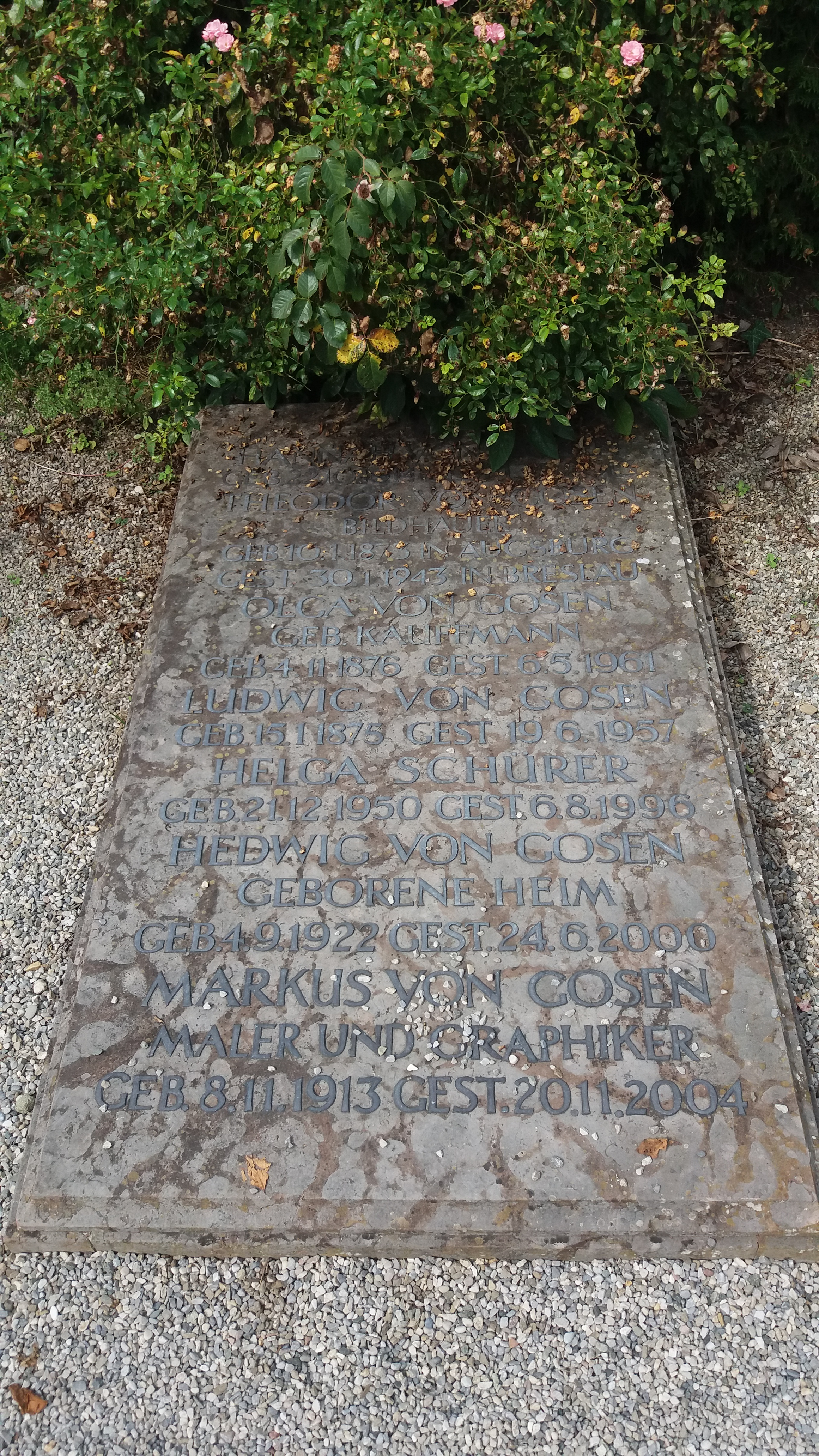
Grabstätte Familie von Gosen, Friedhof Fraueninsel

Theodor von Gosen wurde auf der Fraueninsel neben seinem Freund, dem Maler Johann Drobek, beigesetzt. Seine Familie siedelte sich nach der Vertreibung ebenfalls am Chiemsee an.
Der Sohn Markus von Gosen (* 1913 in Breslau; † 2004 in Prien am Chiemsee) schuf Mosaiken, Drucke und Glasmalereien.

## Werke
- 1897: Statuette eines Geigers, Bronzeskulptur[3]
- 1898 Zimmerdenkmal Heinrich Heines, Statuette, 80 cm. Als Dauerleihgabe der Letter-Stiftung heute im Germanischen Nationalmuseum, Nürnberg
- 1903: Die erste Max-Reger-Büste[4] wird von Gosen angefertigt, dem Reger zum Dank sein avantgardistisches Streichquartett d-Moll op. 74 widmet
- 1910: Wettbewerbsentwurf für ein Bismarck-Nationaldenkmal auf der Elisenhöhe bei Bingerbrück (gemeinsam mit dem Architekten Hans Poelzig; nicht prämiert)[5]
- 1913: Reiterdenkmal der Lützower Jäger in Zobten am Berge (polnisch Sobótka), (aus Muschelkalk)
- 1914: Statue Amor auf dem Pegasus reitend, Breslau, erhalten
- Acht Engelfiguren an der Kanzel der Kathedrale St. Johannes der Täufer, Breslau (aus Muschelkalk und Serpentin)
- 1921: Beethoven-Denkmal in Mexiko-Stadt[6]
- 1926: Silbergussmedaille auf die 100-Jahr-Feier der Verlegung der Universität von Landshut nach München. Vorderseite: Pallas Athene, Rückseite: Brunnen mit Figuren[7]
- 1931: Büste Ernst Lohmeyer, Greifswald
- 1932: Medaille zum 75. Todesjahr des Dichters Eichendorff
- 1934: Justitia in Breslau
- 1935: Hitler-Büste in Breslau[8]
- Putto (Bronze), Rathaus Breslau, an der Treppe zur alten Kanzlei
- Büste Max Reger, Hessisches Landesmuseum Darmstadt
- Sigmund, Statue am neuen Münchner Rathaus
- Mädchen, Holzbüste, Sammlung Staatsgalerie München[9]